# Josef Sara
Josef Sara (* 9. März 1954 in Wien) ist ein ehemaliger österreichischer Fußballspieler. 
Wie sein älterer Bruder Robert Sara spielte auch Josef zunächst beim SV Donau und von 1964 bis 1982 bei der Wiener Austria. 1979 lief Josef auch einmal im österreichischen Nationalteam (3:1-Sieg über Ungarn) auf. Nach seiner Zeit bei der Austria war der Abwehrspieler bei SC Neusiedl von 1982 bis 1984 und im Anschluss daran je eine Spielzeit beim Favoritner AC und Floridsdorfer AC tätig. 
Nach seiner aktiven Karriere war er Trainer beim SV Langenzersdorf.
Sein 1982 geborener Sohn, Mario Sara, ist ebenfalls Profi-Fußballspieler. 